# Juan Rodríguez Suárez
Pour les articles homonymes, voir Juan Rodriguez, Rodriguez et Suárez.
Juan Rodríguez Suárez est un explorateur et conquistador espagnol, né à Mérida en 1510 et mort au Venezuela en 1561. Il est l'un des découvreurs du Venezuela et de la Colombie. 

## Biographie
Il est le fils de Francisco Rodríguez et de Leonor Sánchez, ou Suárez. Son premier voyage vers les Amériques date de 1540. Il accoste à Nombre de Dios, aujourd'hui au Panamá sur l'une des expéditions en provenance d'Espagne ou de Saint-Domingue.
Il est le fondateur de plusieurs villes, dont Mérida au Venezuela en 1558 qu'il nomme en l'honneur de sa ville natale. 